# Rruga shtetërore SH9
Die Rruga shtetërore SH9 (albanisch für Staatsstraße SH9) ist eine Nationalstraße in Albanien. Die nur gute drei Kilometer lange Verbindungsstraße führt am Pass Qafë Thana von der SH3 zur albanisch-nordmazedonischen Grenze.

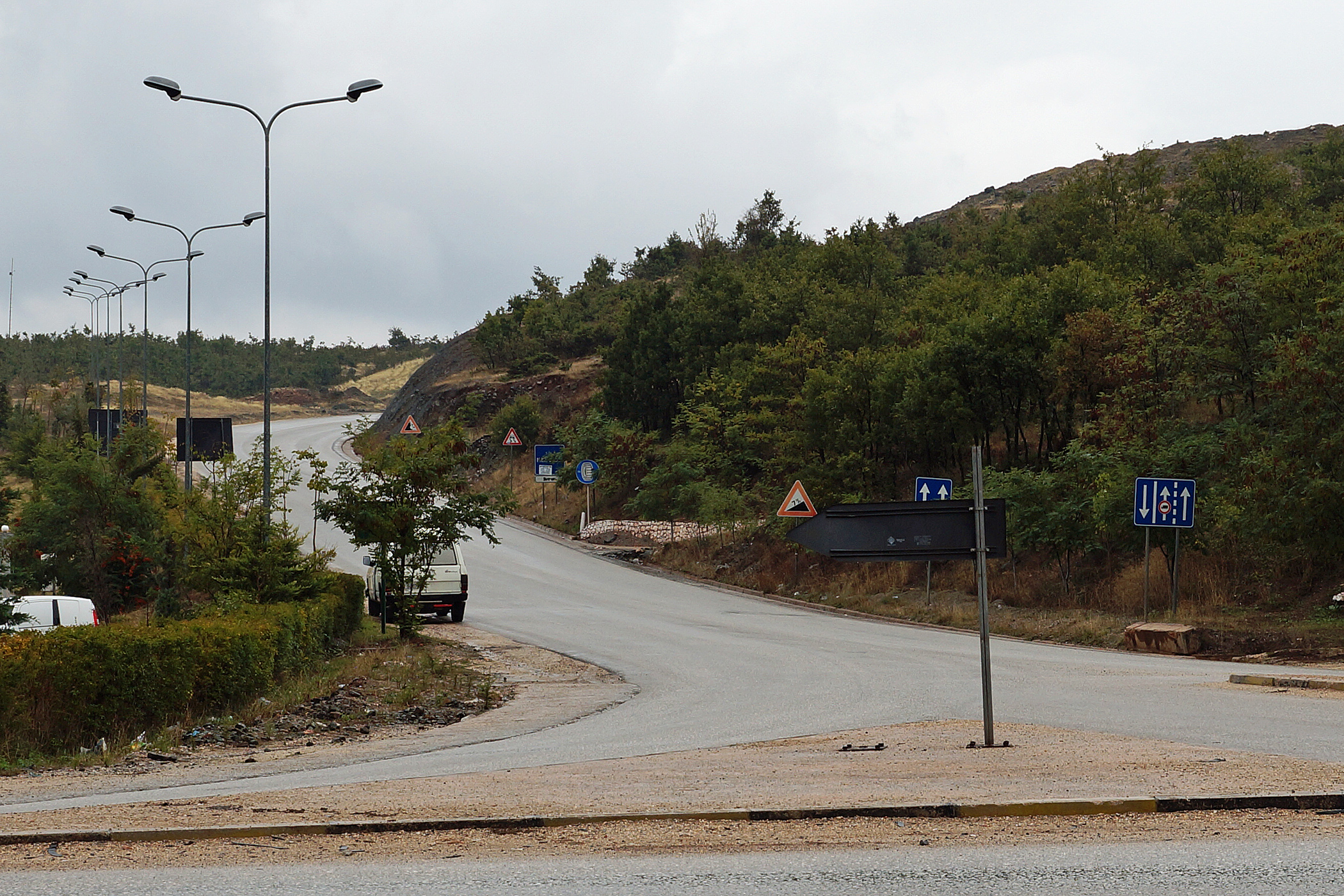
Beginn der Straße am Qafë Thana

Die SH9 zweigt dabei an der eigentlich Passhöhe von der SH3 ab. Sie steigt dann – hoch über dem Ohridsee – von der Passhöhe (933 m ü. A.) auf dem Höhenzug bis über 1000 m ü. A. Meter an, verlässt später den Grat auf der östlichen Seite und führt zum Grenzübergang auf 995 m ü. A.
Die Streckenführung der SH9 entspricht in etwa einem Zweig der antiken Via Egnatia. Außerdem ist sie Teil des Paneuropäischen Verkehrskorridors VIII.
Die SH9 ist nur eine einfache Straße, aber in einem guten Zustand.